# Acronicta interrupta
Acronicta interrupta là một loài bướm đêm trong họ Noctuidae.

## Hình ảnh

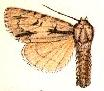